# Cộng hòa Entre Ríos
Cộng hòa Entre Ríos là một nước cộng hòa tồn tại trong thời gian ngắn ở Nam Mỹ vào đầu thế kỷ 19. Lãnh thổ có diện tích khoảng 166.980 km² thuộc khu vực mà nay là các tỉnh Entre Ríos và Corrientes của Argentina, nước này do caudillo (lãnh đạo chính trị và quân sự ở những vùng nói tiếng Tây Ban Nha) là Tướng Francisco Ramírez (người tự xưng là jefe supremo, lãnh tụ tối cao) thành lập vào năm 1820 và chỉ kéo dài được một năm cho đến khi ông bị ám sát vào năm 1821.